# 歌劇王カルーソ
『歌劇王カルーソ』（かげきおうカルーソ、英語: The Great Caruso）は1951年に製作・公開されたエンリコ・カルーソーの生涯を描いたアメリカ合衆国の映画である。リチャード・ソープが監督、マリオ・ランツァがカルーソーを演じている。テクニカラー撮影。

## キャスト
- エンリコ・カルーソー：マリオ・ランツァ
- ドロシー：アン・ブライス
- ルイーズ・ヘガー：ドロシー・カーステン
- マリア・セルカ：ヤルミラ・ノヴォトナ（英語版）
- アルフレード・ブラッツィ：ルートヴィヒ・ドナート（ドイツ語版、英語版）
- パーク・ベンジャミン（ドロシーの父）：カール・ベントン・リード（英語版）
- ジュリオ・ガッティ＝カサッツァ：エドワード・フランツ（英語版）
- ジャン・ド・レシュケ：アラン・ネイピア（英語版）

## スタッフ
- 製作：ジョー・パスターナク（英語版）、ジェシー・L・ラスキー
- 監督：リチャード・ソープ
- 脚本：ソニア・レヴィン、ウィリアム・ルドウィグ（英語版）
- 撮影：ジョセフ・ルッテンバーグ
- 音楽：ジョニー・グリーン（英語版）、ピーター・ハーマン・アドラー（英語版）
- 編集：ジーン・ルッジェーロ（英語版）
- 美術：セドリック・ギボンズ
- 装置：エドウィン・B・ウィリス
- 衣裳：ヘレン・ローズ、ジャイル・スティール
- 録音：ダグラス・シアラー

## 劇中劇
- 『アイーダ』
- 『トスカ』
- 『カヴァレリア・ルスティカーナ』
- 『ラ・ジョコンダ』
- 『リゴレット』
- 『ラ・ボエーム』
- 『イル・トロヴァトーレ』
- 『ランメルモールのルチア』
- 『マルタ』（イタリア語歌唱）

## アカデミー賞受賞・ノミネーション
- 受賞
  - 録音賞：ダグラス・シアラー
- ノミネーション
  - 衣裳デザイン賞（カラー）：ヘレン・ローズ、ジャイル・スティール
  - ミュージカル映画音楽賞：ジョニー・グリーン、ピーター・ハーマン・アドラー